# Helianthemum pomeridianum
Helianthemum pomeridianum là một loài thực vật có hoa trong họ Nham mân khôi. Loài này được Dunal mô tả khoa học đầu tiên năm 1847.